# Buffalo Germans

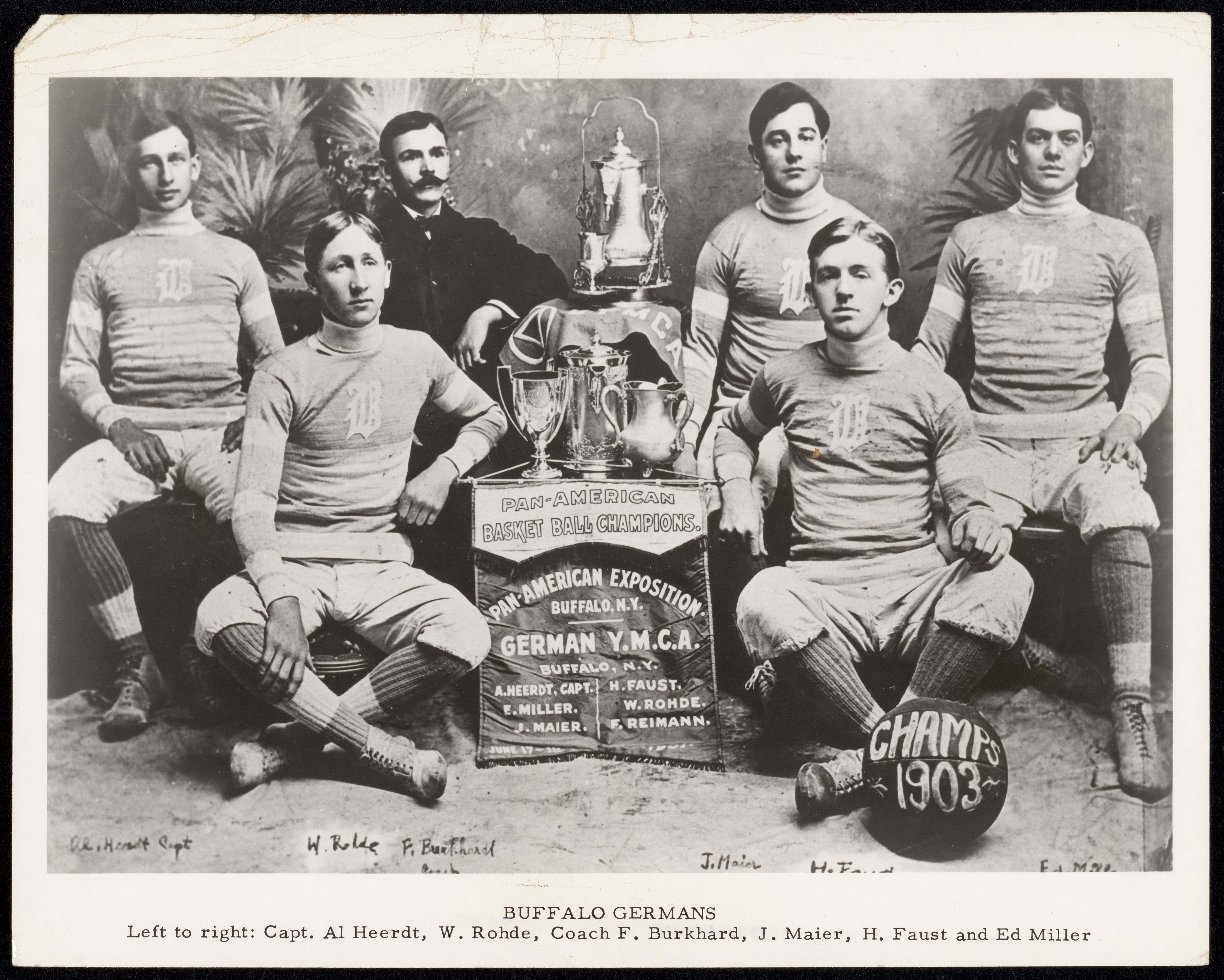
Die Buffalo Germans gewinnen die Panamerikanischen Meisterschaften im Jahr 1903

Die Buffalo Germans waren eine US-amerikanische Basketball-Mannschaft aus Buffalo, die es als eine von aktuell lediglich zwölf Mannschaften in die Naismith Memorial Basketball Hall of Fame geschafft hat.

## Geschichte
Die 1895 gegründete Mannschaft bestand zuerst aus sechs Spielern (darunter John I. Maier und Henry J. Faust), die zusammen am YMCA in der East Side von Buffalo Basketball spielten. Weitere Teammitglieder waren: Philip Dischinger, Alfred A. Heerdt (Kapitän), Edward Linneborn, Albert W. Manweiler, Edward C. Miller, Harry J. Miller, Charles P. Monahan, George L. Redlein, Edmund Reimann, Williams C. Rhode und George Schell. Ihr Coach, Dr. Fred W. Burkhardt, ließ sie gegen andere Mannschaften antreten. Bis 1898 galten die Germans als unschlagbar, da sie dreimal in Folge den Titel gewonnen hatten. In den folgenden zwei Jahren gewannen sie 48 von 52 Spielen und stellten somit einen Rekord auf.
Im Jahr 1901 nahmen sie an den Panamerikanischen Meisterschaften teil und gewannen mit 10:1 Siegen. Mit dem Sieg mit 134—0 gegen das Hobart College waren die Buffalo Germans 1903 auf dem Höhepunkt angelangt. Ein Jahr später gewannen sie bei den III. Olympischen Spielen in St. Louis die Goldmedaille (allerdings betrachtet das IOC dieses Basketballturnier lediglich als Demonstrationswettkampf). Von der Saison 1907/08 bis zur Saison 1910/11 gewannen die Buffalo Germans 111 Spiele in Folge und stellten somit einen neuen Rekord auf.
Im Jahr 1925 löste sich die Mannschaft nach einer Bilanz von 792 Siegen und 86 Niederlagen auf. Einige ehemalige Spieler um Coach Alfred „Allie“ Heerdt traten unter dem Namen Buffalo Bisons in der Saison 1925/26 in der American Basketball League (ABL) an.
Die Buffalo Germans wurden 1961 als dritte Mannschaft in die Naismith Memorial Basketball Hall of Fame aufgenommen. Die Germans zählen zu den besten und dominantesten Mannschaften aller Zeiten.